# Розен, Майкл
Майкл Уэйн Розен (англ. Michael Wayne Rosen; род. 7 мая 1946, Мидлсекс) — британский диктор, детский писатель и детский поэт, автор 140 книг. Он стал пятым Детским Лауреатом в Британии в июне 2007 года, сменив Жаклин Уилсон, и был им вплоть до 2009 года.

## Биография
Родился в еврейской семье педагогов и коммунистов Гарольда Розена и Конни Исакофски. Сам Розен является социалистом, сторонником Социалистической рабочей партии (в 2004 году выдвигался на выборах от партии Respect) и провозглашения Великобритании республикой.